# Mathieu Hermans
Mathieu Hermans (Goirle, 9 gennaio 1963) è un ex ciclista su strada e ciclocrossista olandese, professionista dal 1984 al 1993. Vinse nove tappe alla Vuelta a España e una al Tour de France.

## Carriera
Su strada fu un ottimo velocista; professionista dal 1984 al 1993, in carriera si impose in più di 50 corse, fra cui nove tappe alla Vuelta a España e una al Tour de France. Arrivò ultimo in due edizioni della Grande Boucle, diventando la simbolica Lanterne rouge (lanterna rossa). Nelle classiche ottenne un quinto posto al Giro delle Fiandre 1989. Fu anche un discreto ciclocrossista.

## Palmarès
- 1983 (dilettanti)

1ª tappa Triptyque Ardennais (Polleur > La Calamine)
3ª tappa Triptyque Ardennais (Aubel > Aubel)
- 1985 (Orbea, una vittoria)

4ª tappa Vuelta a Castilla y León (Salamanca > Salamanca)
- 1986 (Orbea, tre vittorie)

3ª tappa Tour de Romandie (Düdingen > Losanna)
2ª tappa Vuelta a Aragón (Jaca > Barbastro)
5ª tappa Vuelta a Aragón (Calatorao > Saragozza)
- 1987 (Orbea, cinque vittorie)

Parigi-Camembert
4ª tappa Giro dei Paesi Bassi (Apeldoorn > Nimega)
1ª tappa Volta a la Comunitat Valenciana (Benidorm > Elche)
2ª tappa Volta a la Comunitat Valenciana (Elche > Alzira)
6ª tappa Volta a la Comunitat Valenciana (Alcocebre > La Vall d'Uixó)
- 1988 (Caja Rural, diciannove vittorie)

G.P. Ciudad de Albacete
Trofeo Masferrer
3ª tappa Vuelta a España (Alcalá del Río > Badajoz)
5ª tappa Vuelta a España (Béjar > Valladolid)
6ª tappa Vuelta a España (Valladolid > León)
9ª tappa Vuelta a España (Oviedo > Santander)
15ª tappa Vuelta a España (Valencia > Albacete)
20ª tappa Vuelta a España (Collado Villalba > Madrid)
4ª tappa Giro dei Paesi Bassi (Nieuwegein > Ubbergen)
1ª tappa Volta Ciclista a Catalunya (Salou > Salou)
1ª tappa Setmana Catalana (Perpinyà > Lloret de Mar)
2ª tappa, 1ª semitappa Setmana Catalana (Lloret de Mar > Cornellà de Llobregat)
2ª tappa, 2ª semitappa Setmana Catalana (Circuito di Montjuïc/Barcellona)
1ª tappa Vuelta a Murcia (Mazarrón > Mazarrón)
2ª tappa Vuelta a Murcia (Mazarrón > Águilas)
3ª tappa Vuelta a Murcia (Alhama de Murcia > Jumilla)
4ª tappa Vuelta a Murcia (Jumilla > Beniel)
3ª tappa Volta a la Comunitat Valenciana (Gandia > Castellón de la Plana)
5ª tappa Volta a la Comunitat Valenciana (Valencia > Valencia)
- 1989 (Paternina - Marcos Equizabal, sette vittorie)

Trofeo Luis Puig
12ª tappa Vuelta a España (Benasque > Jaca)
13ª tappa Vuelta a España (Jaca > Saragozza)
18ª tappa Vuelta a España (León > Valladolid)
1ª tappa Volta Ciclista a Catalunya (L'Hospitalet de Llobregat > L'Hospitalet de Llobregat)
1ª tappa Giro del Lussemburgo (Città di Lussemburgo > Città di Lussemburgo)
11ª tappa Tour de France (Luchon > Blagnac)
- 1990 (Seur, tre vittorie)

5ª tappa Setmana Catalana (Lloret de Mar > Lloret de Mar)
6ª tappa Volta a la Comunitat Valenciana (Valencia > Valencia)
2ª tappa Volta Ciclista a Catalunya (Sant Sadurní d'Anoia > Salou)
- 1991 (Lotus, tre vittorie)

5ª tappa Setmana Catalana (Berga > Segur de Calafell)
2ª tappa Vuelta a Asturias (Gijon > Llanes)
2ª tappa Volta Ciclista a Catalunya (Manresa > Platja d'Aro)
- 1992 (Lotus, cinque vittorie)

Clásica de Sabiñánigo
Circuito de Getxo
2ª tappa, 1ª semitappa Setmana Catalana (Pineda de Mar > Santa Coloma de Gramenet)
2ª tappa Vuelta a Murcia (Molina de Segura > Jumilla)
1ª tappa Vuelta a Galicia (Ferrol > Ferrol)

#### Altri successi
- 1986 (Seat - Orbea)

Criterium di Langedijk
Grote Kermiskoers
Criterium di Dongen
- 1988 (Caja Rural)

5ª tappa, 1ª semitappa Vuelta a Murcia (Roldán > Torre-Pacheco, cronosquadre)
Criterium di Wouw
Classifica generale Haaften
parte b Haaften
Profronde van Oostvoorne
Profronde van Maastricht
GP San Froilan
- 1989 (Paternina - Marcos Equizabal)

Profronde van Pijnacker
2ª tappa, 1ª semitappa Vuelta a España (Vigo, cronosquadre)
Criterium di Varik
- 1991 (Lotus - Festina)

Criterium di Aalsmeer
Classifica a punti Vuelta a Galicia

### Ciclocross
- 1981-1982

Drachten, Juniores
Lieshout, Juniores
- 1982-1983

Drachten, Juniores
Classifica generale Superprestige Dilettanti
- 1984-1985

Igorre (Yurre)
Lochem
- 1985-1986

Harderwijk
Hattemerbroek
Gran Premio lnternacional Camping de Zarauz
Doetinchem
Lochem
Coevorden

## Piazzamenti

### Grandi Giri
- Giro d'Italia

1987: ritirato (11ª tappa)
1991: ritirato (2ª tappa)
- Tour de France

1986: ritirato (17ª tappa)
1987: 135º
1988: 147º
1989: 138º
1990: fuori tempo massimo (5ª tappa)
- Vuelta a España

1985: 67º
1988: 105º
1989: 140º
1990: non partito (4ª tappa)
1991: 115º
1992: ritirato (9ª tappa)
1993: fuori tempo massimo (11ª tappa)

### Classiche monumento
- Milano-Sanremo

1987: 55º
1989: 48º
1992: 165º
- Giro delle Fiandre

1987: 49º
1989: 5º
- Liegi-Bastogne-Liegi

1987: 48º

### Competizioni mondiali
- Campionati del mondo di ciclismo su strada

Grimma 1981 - In linea Juniores: 8°
Colorado Springs 1986 - In linea Elite: 86°
Ronse 1988 - In linea Elite: 88°
- Campionati del mondo di ciclocross

Wetzikon 1980 - Juniores: 32°
Tolosa 1981 - Juniores: 20°
Oss 1984 - Dilettanti: 7°
- Campionati del mondo di ciclismo su pista

Stati Uniti 1986 - Mezzofondo: 8°

### Competizioni europee
- Campionati europei di ciclismo su pista

Zurigo 1986 - Mezzofondo: 2°